# ノース海峡の海戦
ノース海峡の海戦（ノースかいきょうのかいせん、英: North Channel Naval Duel）は、アメリカ独立戦争中盤の1778年4月24日夜に起こったアメリカ大陸海軍のスループ・オブ・ウォー、レンジャー（ジョン・ポール・ジョーンズ艦長）とイギリス海軍のスループ・オブ・ウォー、ドレイク（ジョージ・バードン艦長）が一騎討ちをした海戦である。イギリス本国の海域で初めてアメリカ海軍がイギリス海軍を破った戦いであり、アメリカ独立戦争の中で圧倒的な戦力差無しにアメリカ海軍が勝利できたことでは唯一と言ってもよいものである。
以下の記述の中で、2隻の艦船はそれぞの時刻を設定していたので時刻は正確なものとは限らない。戦いの証人が複数いるとすれば、彼らにとって異なる時刻に同じ出来事を見たことになる。

## 背景
アメリカ独立戦争は米英2カ国以外の国が参戦する以前であっても、その戦域はアメリカ大陸に限られてはいなかった。大陸海軍と私掠船双方による艦船の行動は大西洋に跨るものだった。1777年、大陸海軍のランバート・ウィックス、グスタブス・コニンガムおよびウィリアム・デイといった艦長達がイギリス海域で襲撃を行い、商船を捕まえて、フランスの港まで曳航して行っていた。ただし、この時のフランスは公式には中立だった。デイ艦長などはフランスのブレスト港でフランスの提督から祝砲で迎えられてすらいた。そのような成功に勇気付けられ、さらには1777年秋のサラトガの戦いでアメリカ大陸軍が勝利したこともあって、フランスは1778年2月にアメリカと2つの同盟条約に調印したが、イギリスに宣戦布告するまでには至っていなかった。フランスから攻撃される可能性が生じたために、イギリス海軍はその戦力をイギリス海峡（フランス語でラマンシュ海峡）に集中させ、他の海域は脆弱なままにしていた。ウィックスとデイは、セントジョージ海峡やノース海峡が狭い所であったにも拘わらず、単一の艦船あるいはたいへん小さな船隊であってもアイリッシュ海に入ることが可能であり、イギリスとアイルランドの間で貿易を行う多くの船舶に大混乱を生じさせることができることを示していた。イギリス生まれのジョン・ポール・ジョーンズがイギリスの敵として初めてイギリス海域に戻ってきたとき、さらに大きな大望を持っていた。すなわちアメリカの港を焼き討ちするというようなアメリカ大陸におけるイギリス政府の政策に対して、その報復をアメリカが行うことができるということをイギリスの大衆に教えることだった。

## レンジャーの任務
ジョーンズは大陸海軍の1隻の小さな艦船（事実上は「スループ・オブ・ウォー」）であるレンジャーで1778年4月10日にブレストを出港し、ジョーンズ自身が初めて航海術を学んだ場所であるソルウェー湾を目指した。カンバーランドのホワイトヘイブン港を襲撃しようとして失敗した後、4月17日から18日に掛けての夜にノース海峡で船舶を攻撃し、続いて20日から21日の夜に北アイルランドのベルファスト入江に入り、カリックファーガス沖に停泊するイギリス海軍の艦船HMSドレイク1隻を捕獲することを目指した。これに失敗するとホワイトヘイブンに戻り、22日から23日の夜に港に大部隊を上陸させて商船に火を付けるというその任務の第1目標を達成した。その数時間後にはスコットランドのカークーブリーに近い海岸にあったセルカーク伯爵邸を襲撃した。これらの襲撃の報せがイギリス側防御軍に急報されていたはずだが、レンジャーは再度カリックファーガスに向かった。

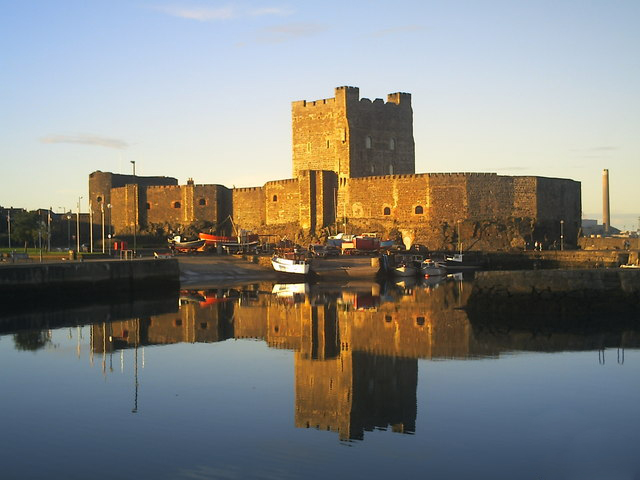
カリックファーガス城

## 1778年4月24日

### 戦闘準備
ジョーンズの乗組員は「その財産を作る」機会を約束するという宣伝で集められていた。それはイギリス商船に対する私掠行為によって成される褒賞だった。実際のところレンジャーは海軍の艦船であり私掠船ではなかったので、イギリスの商船は捕獲されるよりも沈められることが多かった。これは捕獲した商船をフランスまで曳航するために多くの船員を割くことを避けるためだった。ジョーンズは海軍の指揮官としてある程度失敗を犯していた。イギリス税関の船に火を付けた後にその逃亡を許したという戦略的な誤りと考えられることについて乗組員はジョーンズを責めていた。このときジョーンズはイギリス海軍の艦船をその碇泊地から捕獲して帰ることを目指していた。それは大きな利益に繋がる船荷は積んでいないが、訓練された戦闘用の水夫と大砲が手に入るはずだった。4月24日の出直後の出来事に関する証言は、戦いから数年後に出版した大いに飾り立てられたフランス語の自叙伝に載っているものだが、全くの誇張ではない可能性がある。「私は殺されるか、あるいは海に投げ込まれるという大きな危険性を冒した。」ドレイク乗組員にとって不運なことに、この時の風と潮の状態は出港には適していなかったが、望遠鏡の扱いに慣れた者が結局カリックファーガスに行く必要も無いと判断し、出港の準備を始めていた。
実際にドレイクはレンジャーが先に接近してきた時以降行動に移る準備をしていた。カリックファーガス地域から志願兵を募り、乗組員は100名ないし160名になっていたが、その多くは陸兵であり、接近戦のときに使えるものだった。それゆえに23日の夜には砲手長代行が集められた兵士全てのために弾薬を用意するには十分なカートリッジ紙がないと報告していた（正規の砲手長はポーツマス海軍基地に寄ったときに病院に収容されていた）。さらにはこの重要な時に艦の要職者が不在だった。船長補は病気、掌帆長は蜜貿易船を捕獲しようとした時に撃たれて戦死、大尉は2日前に熱病で死亡していた。年取った艦長のジョージ・バードンは後の報告では彼自身も健康が優れなかったとされていた。しかしそのような事情があってもイギリス海軍の艦船はその任務を遂行するしかなかった。ドレイクは午前8時頃に出港したが、相変わらず風と潮の具合が悪くあまり進めなかった。1時間かそこら後にドレイクは侵略船を視認する所まで来ており、結果としてこの時点が転換点であった可能性がある。ジョーンズは数日前に税関の船を捕まえ損なったときの作戦を少し変えてみることにした。すなわち乗組員の大半と大きな大砲を隠し、無害な船であることを装うことだった。このときはそれがうまくいった。ドレイク偵察ボートの乗組員（砲手長補、少尉および水兵6人）を全て捕まえることができた。この成功でアメリカ兵の士気を大いに上げ、さらに捕虜の1人がドレイクには多くの志願兵が乗り組んでいると告げたことでおまけが付いた形になった。

最初の攻撃が交わされる直前までの両艦の航跡

ドレイクは入江からのろのろと出て行ったので、アメリカ軍にとっては二重のおまけがついた。午後1時頃、別の小さなボートが現れて、別の志願兵であるイギリス海軍のウィリアム・ドブス副艦長を運んできた。ドブスは最近結婚したばかりの土地の者であり、ドレイクのパイロットの証言では、ホワイトヘイブンから「謎の艦船」（レンジャー）に関する詳細を説明する速達便の写しを携行して来ていた。ジョーンズはその前夜にホワイトヘイブンからの報せが到着しており、その朝に捕まえた捕虜に知らされていたことを、その公式報告書の中で指摘している。その日の午後には風と潮の具合が好都合になったので、レンジャーはベルファスト入江からノース海峡の方へ緩りと後退したが、ドレイクから遠く離れ過ぎないように注意していた。最終的に午後6時頃、両艦は指呼の間に接近した。ジョーンズはアメリカ海軍旗を掲げており、ドブス副艦長からの船籍を問う正式な照会に対しても、全くの真であると応えた。
ノース海峡の海戦は後の1779年に行われたイギリス海軍のHMSセラピスとの 一騎討ちに対するある面で逆の結果を生み、小型の前哨戦の形になった。ドレイクは防御性能を備えた商船として建造されており、イギリス海軍は多くの船舶がアメリカ大陸に送られた隙間を埋めるためにこれを購入していた。4ポンド砲20門搭載というのは海軍の公式記録ではないが、当初商人が購入したときのままだった。その船殻は急速な操船には不向きな形状であり、大砲の砲撃には耐えられないものだった。レンジャーは戦闘艦として建造されており、ジョーンズが効果を最大にできるように改修していた。例えば、大砲のための砲口が20門あったが、6ポンド砲18門を搭載した方が安全であると判断していた。このことで舷側の総攻撃力は54ポンドとなり、ドレイクの40ポンドより僅かに上回っていた。しかし、アイルランドの志願兵が多く居たという事実は、もしドレイクが接舷してレンジャーに乗り移ることができれば、アメリカ艦の方が大変なことになったであろうことを意味していた。

### 戦闘

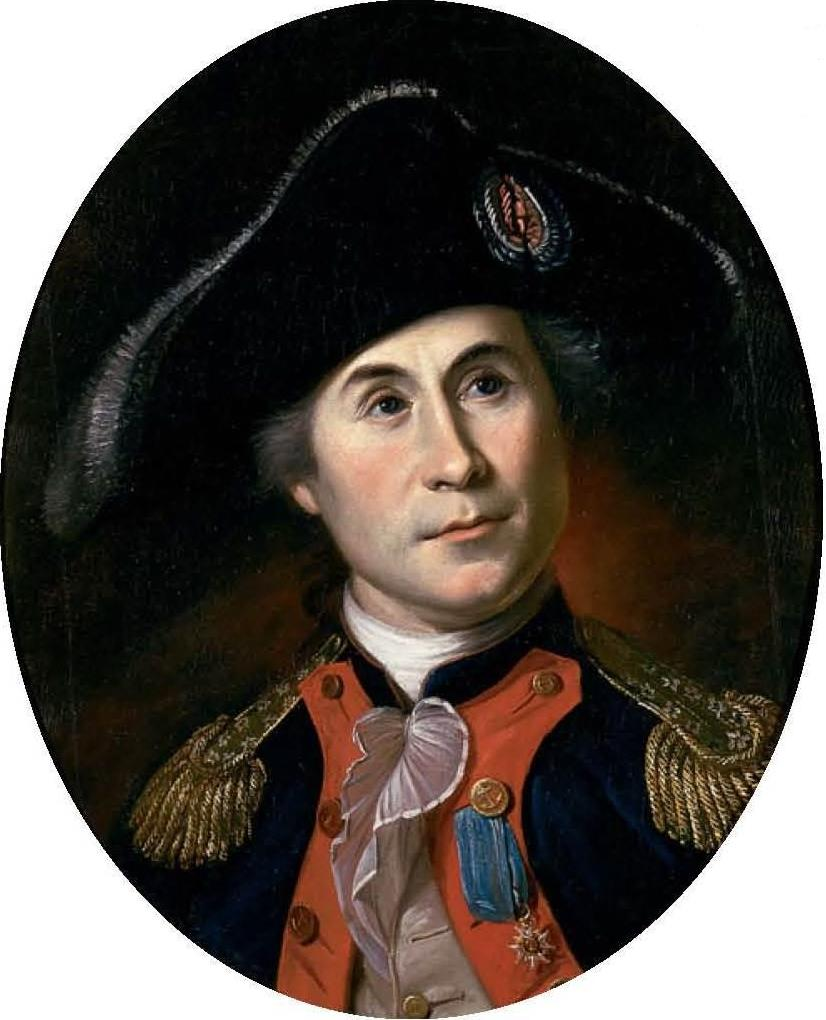
ジョン・ポール・ジョーンズ艦長

戦い前の正規の手続きが終わり、レンジャーが急速に転回して随いて来ていたドレイクに舷側の砲門を開いた。ドレイクは即座に反応することができず、やっと応戦できたときは深刻な問題に直面していることが分かった。4ポンド砲は火薬を充填すると不安定になり、前に傾く傾向にあった。艦尾にあった2組の大砲の場合、波と共に上下に揺らされ、発砲したときにどの方向にも横滑りする可能性があり、砲手達には大きな危険性を与えていた。海軍の記録ではドレイクの大砲は16門となっており、最後尾の大砲は見せ掛けだけのために搭載されていたことを示唆している。元々乗艦していた砲手長と恐らくは砲手長補もこのことを承知していたが、このとき砲手長はポーツマスにおり、砲手長補はその日の朝からレンジャーの上に居た。舷側砲の砲撃が数回交わされた後、さらに新たな問題が出現した。レンジャー第3舷側砲からの金属片がドブス副艦長の頭を直撃し、ドブスは動けなくなった。ドレイクの砲甲板の状態は予測できないものになったので、「パウダーモンキー」すなわち耐火箱で大砲用の火薬を運ぶ少年達がその任務を果たすことに躊躇するようになった。舷側砲の発砲に失敗したとき、艦長は2度までも下に降りていって砲手長代行に火薬を供給するための効率を上げるよう促す必要があった。さらに全く不可解なことは、大砲に火をつけるために使われる導火線が耐火性壷の中に落ち続け使えなくなったことだった。ドレイクの4ポンド砲はレンジャーの強化された舷側を破れなかったので、ドレイクは開戦時からアメリカ艦が使っていた戦術を真似して、その速度を落とすためにマスト、帆および儀装を狙い始めた。
両艦は互いに大変接近していたが、おそらくジョーンズ艦長がドレイクの甲板下に隠された補充兵の存在を知っていたために接舷できるほどには近づかなかった。両艦は大砲だけでなく小火器も発砲していたが、この点でもドレイクは失敗した。前夜の当惑させる発見以降、余分のカートリッジ紙はほとんど無かったのでマスケット銃手の弾薬が直ぐに不足するようになった。このことはその銃を緩りと弾填めする必要があることを意味していた。すなわち適量の火薬を詰めてから発砲に移る必要があった。マスケット銃弾は攻撃する兵士の帽子を回して手渡され、2つの火薬入れを全ての兵士が共用した。敵の攻撃の効率が良い中で、このような非効率は死活問題であることを意味していた。ドレイクはジョーンズの乗組員の一人サミュエル・ウォリンフォードをマスケット銃で殺した。また他に2人マストの上で発砲していた者を舷側砲の砲撃の副産物として殺した。ドレイクの乗組員は4人が戦死した。この中には1時間戦い続けていたバードン艦長その人も含まれており、マスケット銃弾を頭に受けていた。艦長と副艦長が戦線を離脱し、ドレイクの指揮権は船長のジョン・ウォルシュに渡された。
この時点までにドレイクの帆や儀装はレンジャーの舷側砲のためにずたずたにされており、マストやけた端までもが大きな損傷を受けていた。微風のときはほとんど動けない状態であり、舷側を標的に向けて回すことすらできなかった。小火器を持った兵士は弾填めを迅速に行えず、遮蔽物の陰に後退したので、ドレイクの主甲板にはほんの一握りの兵士が残されただけになった。艦長が戦死してから数分後、甲板上に残っていた下士官2人が船長の所に行き、戦闘旗を降ろして降伏すべきだと進言した。船長は幾らか相談したあとに同意した。戦闘旗は既に無くなっており、ウォルシュ船長はその代わりに大声を上げて帽子を振らなければならなかった。ジョン・ポール・ジョーンズの報告書に拠れば、この一騎討ちは1時間5分続いたことになっている。

## 戦いの後
レンジャーからドレイクに35名が乗り移り、接収とその損傷の評価にあたった。その後の3日間は修繕に当てられ、緩りとアイルランドとスコットランドの間の海域を北西方向に進んだ。そこで接近しすぎた貨物用ブリッグ船を捕獲し、予備の宿泊設備として使われた。一方最初にカリックファーガスに行った時に捕まえていたアイルランド人漁師6人が病気のアイルランド水兵3人と共にボートで故郷に戻ることを許され、ドレイクの帆とジョーンズからの幾らかの金を持たされた。彼らが故郷に戻ったときに、死の床にあるドブス副艦長に対してジョーンズが示した気遣いについても報告した。一方イギリス海軍は幾隻かの艦船にレンジャーの後を追わせたが、ドレイクが緩りとしか動けなかったにも拘わらず、アメリカ艦の船影すら認めることができなかった。ジョーンズにとっての唯一のトラブルといえば、副艦長のトマス・シンプソンに指揮権を与えた捕獲船のドレイクの姿が一時期見えなくなったことくらいだった。
この戦勝の報せはジョーンズが帰還するよりも早くフランスに届いており、ジョーンズは英雄として迎えられた。イギリス側については、イギリス海軍はアメリカの襲撃者に対してイギリスの船舶を守れない、アメリカの襲撃者に対してイギリスの海岸を守れない、さらにアメリカの襲撃者に対して戦闘艦すら守れないという教訓を得た。海岸地域では急いで民兵隊が組織され、海港はさらなる襲撃に備えるために自ら砲台を構築した。紳士階級は互いに結束して、最後の防衛線として志願兵大隊を作り上げた。この時以降、報道機関はジョン・ポール・ジョーンズの如何なる動きにも特別の注意を払い、ジョーンズの殺人や海賊行為という悪意ある噂を、レンジャーの航海における騎士的で冷血とは程遠い行動の証拠で打ち消すように努めた。ジョーンズはフランスに戻ってから、セルカーク伯爵と、戦闘後数日で死んだドブス副艦長の家族に、親切で思慮深い手紙を送っていた。ジョーンズは無名のスコットランド系アメリカ人から国際的な英雄になり、ノース海峡の海戦は、世界でも最も強力な国が他の国と同様に攻撃されると脆弱であることを示すという、注目された任務に対する明らかに輝かしい印となった。ジョーンズの次の任務を準備しているという新聞の報道は怖れと不安の雰囲気を創り出し、それが1779年に戻ってきたときに最も良く記憶される最高の功績を残すことに役立った。